# بارتون هيلس (ميشيغان)
بارتون هيلس (بالإنجليزية: Barton Hills, Michigan)‏ هي منطقة سكنية تقع في الولايات المتحدة في مقاطعة واشتيناو. يقدر عدد سكانها بـ 294 نسمة ومساحتها 1.94 كم2 وترتفع عن سطح البحر 287 متر.

## التركيبة السكانية
قام مكتب تعداد الولايات المتحدة بتحديد بيانات التركيبة السكانية لبارتون هيلس في تعداد الولايات المتحدة. في ما يلي، التركيبة السكانية حسب تعدادي 2000 و2010.

### تعداد عام 2000
بلغ عدد سكان بارتون هيلس 335 نسمة بحسب تعداد عام 2000، وبلغ عدد الأسر 136 أسرة وعدد العائلات 112 عائلة مقيمة في القرية.
وتوزع التركيب العرقي للقرية بنسبة 88.96% من البيض و 5.07% من الأمريكيين ذوي الأصول الآسيوية و 0.30% من سكان جزر المحيط الهادئ و 1.49% من الأمريكيين الأفارقة و 3.88% من عرقين مختلطين أو أكثر.
```
ونسبة 0.7% من الأسر كان لديها معيلات من الإناث دون وجود شريك، وكانت نسبة 17.6% من غير العائلات. تألفت نسبة 15.4% من أصل جميع الأسر من أفراد ونسبة 9.6% كانوا يعيش معهم شخص وحيد يبلغ من العمر 65 عاماً فما فوق. وبلغ متوسط حجم الأسرة المعيشية 2.73، أما متوسط حجم العائلات فبلغ 2.46.
```

يوجد لكل 100 أنثى 92.5 ذكر، ويوجد لكل 100 أنثى في الثامنة عشر من عمرها فما فوق 95.7 ذكر.
وكان متوسط دخل الذكور 100,000 دولار مقابل 51,111 دولار للإناث. وسجل دخل الفرد الخاص بالقرية 110,683 دولار.

### تعداد عام 2010
بلغ عدد سكان بارتون هيلس 294 نسمة بحسب تعداد عام 2010، وبلغ عدد الأسر 123 أسرة وعدد العائلات 93 عائلة مقيمة في القرية. في حين سجلت الكثافة السكانية 392.0 نسمة لكل ميل مربع (151.4/كم2). وبلغ عدد الوحدات السكنية 137 وحدة بمتوسط كثافة قدره 182.7 لكل ميل مربع (70.5/كم2).
وتوزع التركيب العرقي للقرية بنسبة 88.1% من البيض و 6.8% من الأمريكيين ذوي الأصول الآسيوية و 1.0% من الأمريكيين الأفارقة و 2.4% من عرقين مختلطين أو أكثر.
بلغ عدد الأسر 123 أسرة كانت نسبة 25.2% منها لديها أطفال تحت سن الثامنة عشر تعيش معهم، وبلغت نسبة الأزواج القاطنين مع بعضهم البعض 69.9% من أصل المجموع الكلي للأسر، ونسبة 2.4% من الأسر كان لديها معيلات من الإناث دون وجود شريك، بينما كانت نسبة 3.3% من الأسر لديها معيلون من الذكور دون وجود شريكة وكانت نسبة 24.4% من غير العائلات. تألفت نسبة 21.1% من أصل جميع الأسر من أفراد ونسبة 14.6% كانوا يعيش معهم شخص وحيد يبلغ من العمر 65 عاماً فما فوق. وبلغ متوسط حجم الأسرة المعيشية 2.74، أما متوسط حجم العائلات فبلغ 2.39.
بلغ العمر الوسطي للسكان 53.7 عاماً. وكانت نسبة 21.8% من القاطنين تحت سن الثامنة عشر، وكانت نسبة 1% بين الثامنة عشر والأربعة وعشرون عاماً، ونسبة 10.2% كانت واقعةً في الفئة العمرية ما بين الخامسة والعشرون حتى والأربعة وأربعون عاماً، ونسبة 37.3% كانت ما بين الخامسة والأربعون حتى الرابعة والستون، ونسبة 29.6% كانت ضمن فئة الخامسة والستون عاماً فما فوق. وتوزع التركيب الجنسي للسكان بنسبة 48.0% ذكور و52.0% إناث.